# Live in Köln
Live in Köln es el cuarto álbum en vivo de la banda británica de rock progresivo Asia y fue publicado en 1997.   Fue grabado en el Alter Wortensaal en la ciudad de Colonia, Alemania.

## Lista de canciones

### Disco uno
| Side one |                    |                            |          |  |
| N.º      | Título             | Escritor(es)               | Duración |  |
| 1.       | «Go»               | John Wetton / Geoff Downes | 4:53     |  |
| 2.       | «Back in Town»     | Downes / John Payne        | 4:09     |  |
| 3.       | «Sad Situation»    | Downes / Payne             | 5:15     |  |
| 4.       | «Remembrance Day»  | Downes / Payne             | 4:29     |  |
| 5.       | «Someday»          | Downes / Johnny Warman     | 6:54     |  |
| 6.       | «The Heat Goes On» | Wetton / Downes            | 5:44     |  |
| 7.       | «Anytime»          | Downes / Payne             | 4:55     |  |
| 8.       | «Sole Survivor»    | Wetton / Downes            | 8:27     |  |
| 9.       | «Summer»           | Downes / Payne             | 2:50     |  |
| 10.      | «Feels Like Love»  | Downes / Payne             | 4:05     |  |
| 11.      | «Little Rich Boy»  | Downes / Payne             | 4:53     |  |

### Disco dos
| Side one |                           |                 |          |  |
| N.º      | Título                    | Escritor(es)    | Duración |  |
| 1.       | «Desire»                  | Downes / Payne  | 6:44     |  |
| 2.       | «Who Will Stop the Rain?» | Downes / Warman | 5:22     |  |
| 3.       | «Military Man»            | Downes / Payne  | 6:24     |  |
| 4.       | «Only Time Will Tell»     | Wetton / Downes | 7:27     |  |
| 5.       | «Heat of the Moment»      | Wetton / Downes | 7:03     |  |

## Formación
- John Payne — voz principal, bajo y guitarra
- Geoff Downes — teclado y coros
- Aziz Ibrahim — guitarra
- Michael Sturgis — batería